# Jacques Sigot
Ne doit pas être confondu avec Jacques Bigot.
Jacques Sigot, aussi surnommé Tchopa, né le 20 janvier 1940 à Boiscommun (Loiret) et mort le 28 août 2024 à Saumur (Maine-et-Loire), est un instituteur et historien local français. Il est connu pour sa découverte du camp d'internement de nomades de Montreuil-Bellay et ses recherches et publications sur le sujet.

## Biographie
Jacques René Sigot naît le 20 janvier 1940 à Boiscommun, dans le Loiret. Après avoir fait l'École normale supérieure d'Orléans de 1956 à 1959, il devient instituteur et enseigne d'abord dans l'Oise puis au Maroc de 1966 à 1973, et enfin au Coudray-Macouard jusqu'en 1995. 
Jacques Sigot s'installe dans les années 1970 à Montreuil-Bellay (Maine-et-Loire), en Anjou et s'intéresse à l'histoire locale de sa région. En cherchant des ammonites aux abords de la commune, il découvre en avril 1980 des vestiges de bâtiments le long d'une route départementale. Il pense d'abord qu'il s'agit d'une ancienne usine, puis découvre que ces ruines sont celles du camp d'internement de Montreuil-Bellay, principalement destiné à l'enfermement de Tsiganes,.
Il effectue des recherches sur l'histoire du lieu, consulte pour la première fois des archives et recueille également de nombreux témoignages d'anciens déportés, mais aussi de gardiens du camp. Ses recherches débouchent sur la publication d'un ouvrage, en 1983, intitulé Ces barbelés que découvre l'histoire : un camp pour les Tsiganes... et les autres. À cette époque, aucun travail universitaire n'existe sur l'internement des Tsiganes en France. De plus, Jacques Sigot se heurte dans ses recherches à une hostilité, tant de la part d'habitants locaux que d'anciens internés, mal à l'aise avec cette « histoire refoulée » ; il retombe également sur la rhétorique tsiganophobe, qui atteint un pic dans les années 1940.
Par la suite, après avoir travaillé sur le sujet en tant qu'historien, il participe à transmettre la mémoire du camp d'internement. En janvier 1988, il fait ériger une stèle commémorative, mais doit la payer lui-même car les autorités françaises refusent de la financer. Jacques Sigot est présent en octobre 2016, lorsque le président de la République François Hollande se rend sur les lieux afin de reconnaître le rôle de la France dans les persécutions subies par les Tsiganes, et de présenter des excuses officielles. Le chef d'État le qualifie de « grand historien ».
Il est associé à un projet de création d'un musée et centre de mémoire consacré au camp d'internement. Porté par la ville de Montreuil-Bellay, le Centre régional Résistance et Liberté de Thouars et des associations de gens du voyage, le lieu doit ouvrir en 2026,.
Atteint d'une maladie et affaibli, Jacques Sigot meurt le 28 août 2024 à l'âge de 84 ans à Saumur,. Son décès est annoncé dans la presse locale.

## Publications
- Ma Ville entre les Bleus et les Blancs. La bataille de Montreuil-Bellay, 8 juin 1793, 1982[9]
- Ces barbelés que découvre l'histoire : un camp pour les Tsiganes... et les autres : Montreuil-Bellay, 1940-1946, Châteauneuf-les-Martigues, Éditions Wallada, 1983 (rééd. 1994, 2010)[10],[11]